# Championnats d'Amérique centrale et des Caraïbes d'athlétisme 1977

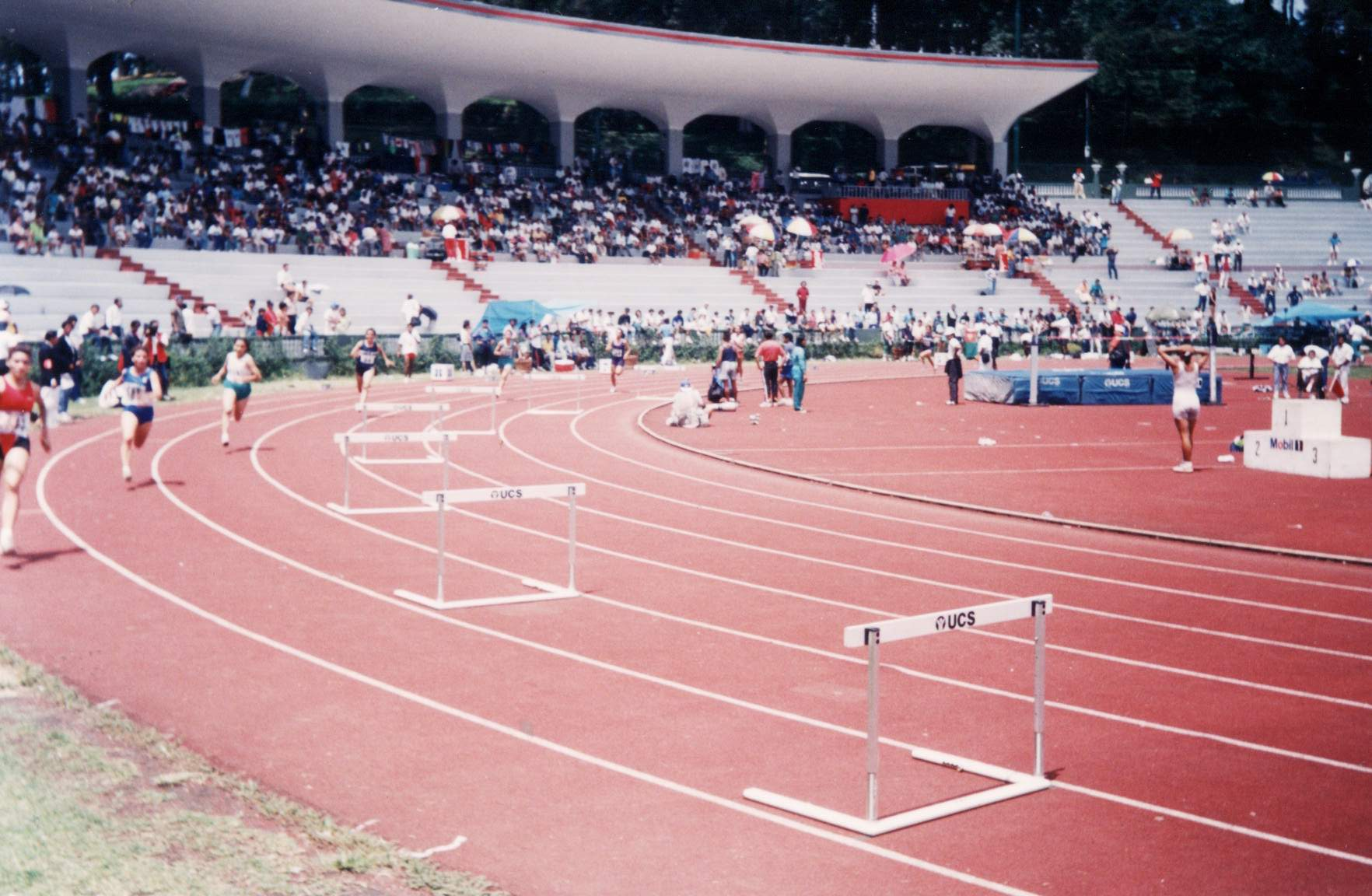
Stade Xalapa, Veracruz, Mexique.

Les 6es Championnats d'Amérique centrale et des Caraïbes d'athlétisme ont eu lieu à Xalapa au Mexique, en 1977. Les performances ont été réalisées en altitude.

## Résultats

### Hommes
| Épreuve | Or                                | Or                 | Argent                     | Argent          | Bronze                                   | Bronze          |
| --- | --------------------------------- | ------------------ | -------------------------- | --------------- | ---------------------------------------- | --------------- |
| 100 m | Hasely Crawford Trinité-et-Tobago | 10 s 38            | Silvio Leonard Cuba        | 10 s 43         | Osvaldo Lara Cuba                        | 10 s 63         |
| 200 m | Silvio Leonard Cuba               | 20 s 70            | Osvaldo Lara Cuba          | 21 s 13         | Rudy Levarity Bahamas                    | 21 s 43         |
| 400 m | Seymour Newman Jamaïque           | 45 s 66 CR         | Alberto Juantorena Cuba    | 45 s 67         | Charles Joseph Trinité-et-Tobago         | 46 s 27         |
| 800 m | Seymour Newman Jamaïque           | 1 min 46 s 13 CR   | Jorge Ortíz Porto Rico     | 1 min 48 s 67   | Eduardo Castro Mexique                   | 1 min 49 s 53   |
| 1 500 m | Luis Medina Cuba                  | 3 min 46 s 71      | Eduardo Castro Mexique     | 3 min 48 s 47   | Osmán Escobar Venezuela                  | 3 min 53 s 10   |
| 5 000 m | Rodolfo Gómez Mexique             | 14 min 04 s 9      | Domingo Tibaduiza Colombie | 14 min 05 s 0   | Victoriano López Guatemala               | 14 min 09 s 8   |
| 10 000 m | Domingo Tibaduiza Colombie        | 30 min 17 s 4      | Rodolfo Gómez Mexique      | 30 min 17 s 5   | Juan Pérez Costa Rica                    | 30 min 23 s 0   |
| Semi-marathon | Rafael Ángel Pérez Costa Rica     | 1 h 06 min 32 s    | Mario Cuevas Mexique       | 1 h 07 min 07 s | Aldo Allen Cuba                          | 1 h 07 min 43 s |
| 3000 m steeple | Carlos Martínez Mexique           | 8 min 51 s 0       | José Cobo Cuba             | 9 min 01 s 1    | Lucirio Garrido Venezuela                | 9 min 03 s 1    |
| 110 m haies | Alejandro Casañas Cuba            | 13 s 55 CR         | Dionisio Vera Cuba         | 14 s 32         | José Cartas Mexique                      | 14 s 48         |
| 400 m haies | Alfonso Damaso Cuba               | 51 s 77            | Frank Montiéh Cuba         | 51 s 81         | Enrique Aguirre Mexique                  | 52 s 30         |
| Saut en hauteur | Richard Spencer Cuba              | 2,15 m CR          | Clark Godwin Bermudes      | 2,07 m          | Cristóbal de León République dominicaine | 2,03 m          |
| Saut à la perche | Roberto Moré Cuba                 | 4,93 m CR          | Elberto Pratt Mexique      | 4,75 m          | Luis Mascorro Mexique                    | 4,60 m          |
| Saut en longueur | David Giralt Cuba                 | 7,96 m CR          | Salomón Rowe Guatemala     | 7,79 m NR       | Steve Hanna Bahamas                      | 7,68 m          |
| Triple saut | Carmelo Martínez Cuba             | 16,22 m CR         | Alejandro Herrera Cuba     | 15,66 m         | Peter Pratt Bahamas                      | 15,42 m         |
| Lancer du poids | Julián Mejías Cuba                | 17,50 m CR         | Pablo Lamothe Cuba         | 16,46 m         | Hubert Maingot Trinité-et-Tobago         | 15,72 m         |
| Lancer du disque | Julián Morrison Cuba              | 60,82 m CR         | Luis Delís Cuba            | 59,02 m         | Bradley Cooper Bahamas                   | 54,08 m         |
| Lancer du marteau | Ángel Cabrera Cuba                | 66,74 m CR         | Guillermo Orozco Cuba      | 63,56 m         | Alfonso Rodríguez Mexique                | 53,60 m         |
| Lancer du javelot | Juan Jarvis Cuba                  | 77,54 m CR         | Reinaldo Patterson Cuba    | 74,82 m         | Robert Moulder Bermudes                  | 71,83 m         |
| Décathlon | Rigoberto Salazar Cuba            | 7 207 pts          | José Montezuma Venezuela   | 6 791 pts       | Doel Bonilla Porto Rico                  | 6 508 pts       |
| 20 km marche | Daniel Bautista Mexique           | 1 h 29 min 34 s CR | Enrique Vera Mexique       | 1 h 34 min 48 s | Rigoberto Medina Cuba                    | 1 h 40 min 04 s |
| 4 × 100 m | Cuba                              | 39 s 86            | Trinité-et-Tobago          | 40 s 16         | Venezuela                                | 40 s 71         |
| 4 × 400 m | Cuba                              | 3 min 09 s 24      | Venezuela                  | 3 min 10 s 39   | Porto Rico                               | 3 min 11 s 78   |
| Records et Performances - AR : Record continental (area record) - CR : Record des championnats (championship record) - MR : Record du meeting (meet record) - NR : Record national (national record) - OR : Record olympique (olympic record) - PR : Record paralympique (paralympic record) - PB : Record personnel (personal best) - SB : Meilleure performance personnelle de la saison (season's best) - WL : Meilleure performance mondiale de l'année (world leader) - WJR : Record du monde junior (world junior record) - WR : Record du monde (world record) Circonstances et Conditions - DNF : N'a pas terminé (did not finish) - DNS : N'a pas pris le départ (did not start) - DQ : Disqualification (disqualification) - NM : Aucun essai valable enregistré (No Mark) - Q : Qualifié « directement » au prochain tour (ou à la prochaine compétition), lors d'une compétition majeure, grâce au classement ou à la réalisation des minima (automatic qualifier) - q : Qualifié au prochain tour (ou à la prochaine compétition), lors d'une compétition majeure, grâce au repêchage ou à la réalisation de l'une des meilleures performances parmi celles des « non qualifiés directement » (grâce au meilleur temps ou à la meilleure distance par exemple) (secondary qualifier) |                                   |                    |                            |                 |                                          |                 |

### Femmes
| Épreuve | Or                        | Or                | Argent                                  | Argent         | Bronze                    | Bronze         |
| --- | ------------------------- | ----------------- | --------------------------------------- | -------------- | ------------------------- | -------------- |
| 100 m | Silvia Chivás Cuba        | 11 s 53           | Lelieth Hodges Jamaïque                 | 11 s 71        | Isabel Taylor Cuba        | 11 s 82        |
| 200 m | Silvia Chivás Cuba        | 23 s 82           | Jackie Pusey Jamaïque                   | 23 s 82        | Freida Davy Barbade       | 24 s 05        |
| 400 m | Beatriz Castillo Cuba     | 52 s 76 CR        | Helen Blake Jamaïque                    | 52 s 88        | Aurelia Pentón Cuba       | 53 s 05        |
| 800 m | Charlotte Bradley Mexique | 2 min 07 s 46     | Helen Blake Jamaïque                    | 2 min 08 s 87  | Aurelia Pentón Cuba       | 2 min 09 s 13  |
| 1 500 m | Charlotte Bradley Mexique | 4 min 29 s 65     | Melquises Fonseca Cuba                  | 4 min 42 s 06  | Thelma Zúñiga Costa Rica  | 4 min 45 s 78  |
| 3 000 m | Charlotte Bradley Mexique | 10 min 00 s 61 CR | Melquises Fonseca Cuba                  | 10 min 13 s 73 | Susana Herrera Mexique    | 10 min 27 s 74 |
| 100 m haies | Grisel Machado Cuba       | 14 s 30           | Carmen Zamora Cuba                      | 14 s 58        | Vilma París Porto Rico    | 14 s 81        |
| Saut en hauteur | Angela Carbonell Cuba     | 1,75 m            | Reina Mateu Cuba                        | 1,65 m         | Monica Johnson Bermudes   | 1,60 m         |
| Saut en longueur | Dora Thompson Cuba        | 6,14 m CR         | Shonel Ferguson Bahamas                 | 5,95 m         | Nancy Núñez Cuba          | 5,91 m         |
| Lancer du poids | Caridad Romero Cuba       | 13,94 m           | Marcelina Rodríguez Cuba                | 13,88 m        | Patricia Andrus Venezuela | 12,60 m        |
| Lancer du disque | Caridad Romero Cuba       | 49,58 m           | Salvadora Vargas Cuba                   | 48,92 m        | María Gómez Mexique       | 40,22 m        |
| Lancer du javelot | María Beltrán Cuba        | 53,86 m CR        | Guadalupe López Mexique                 | 48,56 m        | Sonya Smith Bermudes      | 46,72 m        |
| Pentathlon | Elida Aveillé Cuba        | 3 313 pts         | Marisela Peralta République dominicaine | 3 303 pts      | Evelyn Abreu Venezuela    | 3 289 pts      |
| 4 × 100 m | Cuba                      | 45 s 51           | Porto Rico                              | 46 s 93        | Trinité-et-Tobago         | 47 s 20        |
| 4 × 400 m | Cuba                      | 3 min 37 s 50 CR  | Jamaïque                                | 3 min 42 s 38  | Porto Rico                | 3 min 48 s 57  |
| Records et Performances - AR : Record continental (area record) - CR : Record des championnats (championship record) - MR : Record du meeting (meet record) - NR : Record national (national record) - OR : Record olympique (olympic record) - PR : Record paralympique (paralympic record) - PB : Record personnel (personal best) - SB : Meilleure performance personnelle de la saison (season's best) - WL : Meilleure performance mondiale de l'année (world leader) - WJR : Record du monde junior (world junior record) - WR : Record du monde (world record) Circonstances et Conditions - DNF : N'a pas terminé (did not finish) - DNS : N'a pas pris le départ (did not start) - DQ : Disqualification (disqualification) - NM : Aucun essai valable enregistré (No Mark) - Q : Qualifié « directement » au prochain tour (ou à la prochaine compétition), lors d'une compétition majeure, grâce au classement ou à la réalisation des minima (automatic qualifier) - q : Qualifié au prochain tour (ou à la prochaine compétition), lors d'une compétition majeure, grâce au repêchage ou à la réalisation de l'une des meilleures performances parmi celles des « non qualifiés directement » (grâce au meilleur temps ou à la meilleure distance par exemple) (secondary qualifier) |                           |                   |                                         |                |                           |                |

## Tableau des médailles
| Rang | Nation                 | Or | Argent | Bronze | Total |
| ---- | ---------------------- | -- | ------ | ------ | ----- |
| 1    | Cuba                   | 27 | 17     | 7      | 50    |
| 2    | Mexique                | 6  | 6      | 7      | 19    |
| 3    | Jamaïque               | 2  | 5      | 0      | 8     |
| 4    | Trinité-et-Tobago      | 1  | 1      | 3      | 5     |
| 5    | Colombie               | 1  | 1      | 0      | 2     |
| 6    | Costa Rica             | 1  | 0      | 2      | 3     |
| 7    | Venezuela              | 0  | 2      | 5      | 7     |
| 8    | Porto Rico             | 0  | 2      | 4      | 6     |
| 9    | Bahamas                | 0  | 1      | 4      | 5     |
| 10   | Bermudes               | 0  | 1      | 3      | 4     |
| 11   | Guatemala              | 0  | 1      | 1      | 2     |
| 11   | République dominicaine | 0  | 1      | 1      | 2     |
| 13   | Barbade                | 0  | 0      | 1      | 1     |